# Batrachoseps major
Espèce
Synonymes
- Batrachoseps catalinae Dunn, 1922
- Batrachoseps leucopus Dunn, 1922
- Batrachoseps aridus Brame, 1970

Statut de conservation UICN

 LC  : Préoccupation mineure
Batrachoseps major est une espèce d'urodèles de la famille des Plethodontidae.

## Répartition
Cette espèce se rencontre du Sud de la Californie aux États-Unis, de la base des monts San Gabriel et San Bernardino, jusqu'à la ville d'El Rosario dans l'État de Basse-Californie au Mexique. Des populations isolées se trouvent également aux États-Unis sur l'île de Catalina et, au Mexique, dans la sierra de San Pedro Mártir et sur les îles Los Coronados et Todos Santos. Elle est présente entre 300 et 1 000 m d'altitude.

## Description
Batrachoseps major mesure de 45 à 69 mm.

## Étymologie
Son nom d'espèce, du latin major, « grande », lui a été donné en référence à sa taille.

## Taxinomie
Batrachoseps catalinae et Batrachoseps leucopus ont été placées en synonymie avec Batrachoseps major par Dunn en 1926 et Batrachoseps aridus par Wake et Jockusch en 2000.

## Publication originale
- Camp, 1915 : Batrachoseps major and Bufo cognatus californicus, new Amphibia from southern California. University of California Publications in Zoology, vol. 12, p. 327-334 (texte intégral).